# میدان نفتی گولفاکس
میدان نفتی گولفاکس (انگلیسی: Gullfaks oil field) از میدان‌های نفتی نروژ است، که در سال ۱۹۷۸ کشف شد و هم‌اکنون به‌طور متوسط روزانه معادل ۳۹ هزار بشکه نفت خام از این میدان تولید می‌شود.